# إد فين
إد فين هو نقابي كندي، ولد في 4 يونيو 1926.